# Martin Woods
Martin Paul Woods (Airdrie, Lanarkshire, Escocia; 1 de enero de 1986) es un futbolista escocés. Juega de centrocampista y su equipo actual es el Boston United de la National League North.

## Trayectoria
Su carrera comenzó en Leeds United, y durante su tiempo en el club se fue a préstamo al Hartepool United. Fichó por el Sunderland, Rotherham United y Doncaster Rovers, y pasó tiempo a préstamo al Yeovil Town. Luego de una corta cesión en Barnsley, Woods fichó por el Ross County en octubre de 2014. Luego de dos temporadas en County, fichó por Shrewsbury Town. Woods fichó por Partick Thistle en octubre de 2017.
En noviembre de 2018 fichó por el Dundee FC. de la Scottish Premiership. Fue liberado del club al término de la temporada.
Luego de no jugar por una temporada, fichó por el FC Halifax Town de la National League.

## Selección nacional
Woods ha representado a Escocia en las categorías sub-17, sub-19 y sub-21.

## Estadísticas
Actualizado al último partido disputado el 24 de mayo de 2022.
| Leeds United Inglaterra               | 2.ª           | 2004-05       | 1   | 0  | 0  | 0 | 0  | 0 | 0    | 0 | 1   | 0  |
| Leeds United Inglaterra               | Total club    | Total club    | 1   | 0  | 0  | 0 | 0  | 0 | 0    | 0 | 1   | 0  |
| Hartlepool United (cesión) Inglaterra | 3.ª           | 2004-05       | 6   | 0  | 0  | 0 | 1  | 0 | 1(1) | 0 | 8   | 0  |
| Hartlepool United (cesión) Inglaterra | Total club    | Total club    | 6   | 0  | 0  | 0 | 1  | 0 | 1    | 0 | 8   | 0  |
| Sunderland Inglaterra                 | 1.ª           | 2005-06       | 7   | 0  | 0  | 0 | 1  | 0 | 0    | 0 | 8   | 0  |
| Sunderland Inglaterra                 | Total club    | Total club    | 7   | 0  | 0  | 0 | 1  | 0 | 0    | 0 | 8   | 0  |
| Rotherham United Inglaterra           | 3.ª           | 2006-07       | 36  | 4  | 0  | 0 | 2  | 0 | 1(1) | 0 | 39  | 4  |
| Rotherham United Inglaterra           | Total club    | Total club    | 36  | 4  | 0  | 0 | 2  | 0 | 1    | 0 | 39  | 4  |
| Doncaster Rovers Inglaterra           | 3.ª           | 2007-08       | 14  | 0  | 2  | 0 | 2  | 0 | 2(1) | 1 | 20  | 1  |
| Doncaster Rovers Inglaterra           | 2.ª           | 2008-09       | 41  | 2  | 4  | 0 | 1  | 0 | 0    | 0 | 46  | 2  |
| Doncaster Rovers Inglaterra           | 2.ª           | 2009-10       | 24  | 5  | 0  | 0 | 2  | 1 | 0    | 0 | 26  | 5  |
| Doncaster Rovers Inglaterra           | 2.ª           | 2010-11       | 15  | 1  | 0  | 0 | 0  | 0 | 0    | 0 | 15  | 1  |
| Doncaster Rovers Inglaterra           | 2.ª           | 2011-12       | 4   | 0  | 1  | 0 | 0  | 0 | 0    | 0 | 5   | 0  |
| Doncaster Rovers Inglaterra           | 3.ª           | 2012-13       | 15  | 0  | 1  | 1 | 2  | 0 | 1(1) | 0 | 19  | 1  |
| Doncaster Rovers Inglaterra           | 2.ª           | 2013-14       | 4   | 0  | 1  | 0 | 0  | 0 | 0    | 0 | 5   | 0  |
| Doncaster Rovers Inglaterra           | Total club    | Total club    | 117 | 8  | 9  | 1 | 7  | 1 | 3    | 1 | 136 | 11 |
| Yeovil Town (cesión) Inglaterra       | 3.ª           | 2007-08       | 3   | 0  | 0  | 0 | 0  | 0 | 0    | 0 | 3   | 0  |
| Yeovil Town (cesión) Inglaterra       | Total club    | Total club    | 3   | 0  | 0  | 0 | 0  | 0 | 0    | 0 | 3   | 0  |
| Barnsley Inglaterra                   | 2.ª           | 2013-14       | 8   | 0  | 0  | 0 | 0  | 0 | 0    | 0 | 8   | 0  |
| Barnsley Inglaterra                   | Total club    | Total club    | 8   | 0  | 0  | 0 | 0  | 0 | 0    | 0 | 8   | 0  |
| Ross County Escocia                   | 1.ª           | 2014-15       | 27  | 2  | 1  | 0 | 0  | 0 | 0    | 0 | 28  | 2  |
| Shrewsbury Town Inglaterra            | 3.ª           | 2015-16       | 4   | 0  | 0  | 0 | 1  | 0 | 0    | 0 | 5   | 0  |
| Shrewsbury Town Inglaterra            | Total club    | Total club    | 4   | 0  | 0  | 0 | 1  | 0 | 0    | 0 | 5   | 0  |
| Ross County Escocia                   | 1.ª           | 2015-16       | 26  | 1  | 2  | 0 | 3  | 1 | 0    | 0 | 31  | 2  |
| Ross County Escocia                   | 1.ª           | 2016-17       | 29  | 1  | 2  | 0 | 4  | 0 | 0    | 0 | 35  | 1  |
| Ross County Escocia                   | Total club    | Total club    | 55  | 2  | 4  | 0 | 7  | 1 | 0    | 0 | 66  | 3  |
| Partick Thistle Escocia               | 1.ª           | 2017-18       | 18  | 0  | 1  | 0 | 0  | 0 | 2    | 0 | 21  | 0  |
| Partick Thistle Escocia               | Total club    | Total club    | 18  | 0  | 1  | 0 | 0  | 0 | 2    | 0 | 21  | 0  |
| Dundee Escocia                        | 1.ª           | 2018-19       | 24  | 2  | 1  | 0 | 0  | 0 | 0    | 0 | 25  | 2  |
| Dundee Escocia                        | Total club    | Total club    | 24  | 2  | 1  | 0 | 0  | 0 | 0    | 0 | 25  | 2  |
| Halifax Town Inglaterra               | 5.ª           | 2020-21       | 36  | 4  | 1  | 0 | 0  | 0 | 2    | 0 | 39  | 4  |
| Halifax Town Inglaterra               | 5.ª           | 2021-22       | 33  | 2  | 2  | 0 | 0  | 0 | 4    | 0 | 39  | 2  |
| Halifax Town Inglaterra               | Total club    | Total club    | 69  | 6  | 3  | 0 | 0  | 1 | 6    | 0 | 78  | 6  |
| Total carrera                         | Total carrera | Total carrera | 375 | 24 | 19 | 1 | 19 | 2 | 12   | 1 | 426 | 28 |
| (1) Incluye Football League Trophy.   |               |               |     |    |    |   |    |   |      |   |     |    |

## Palmarés

### Títulos nacionales
| Título                     | Club        | País    | Año     |
| -------------------------- | ----------- | ------- | ------- |
| Copa de la Liga de Escocia | Ross County | Escocia | 2015-16 |